# Vratno
Vratno este o localitate din comuna Šentjernej, Slovenia, cu o populație de 66 de locuitori.